# زيزيات الشكل
زيزيات الشكل (الاسم العلمي: Cicadomorpha)، رتبة فرعية من رتبة نصفيات الجناح التي تشمل حشرة الزيز، قافزات الأوراق، قافزات الشجر، وقافزات الضفدع. هناك ما يقرب من 35,000 نوع مصنف في جميع أنحاء العالم. جميع أعضاء هذه المجموعة هم نباتية التغذية، والكثير منها  نتنج أصوات مسموعة أو اهتزازات ركيزة كشكل من أشكال الاتصال. ظهرت أقدم حفريات لزيزيات الشكل لأول مرة خلال أواخر العصر البرمي.

## التصنيف
- فوق فصيلة قافزات الأوراق وأشباهها
  - قافزات الأوراق
    - التيفلاوات
      - الإمبواسكاوية
        - الإمبواسكة
- فوق فصيلة الزيزيات
- فوق فصيلة المزبديات